# Peride Celal
Peride Celal Yönsel més coneguda com a Peride Celal o Peride Celâl (Istanbul, Imperi Otomà, 10 de juny de 1916 - Istanbul, Turquia, 15 de juny de 2013) fou una novel·lista i escriptora d'històries turca.
Inicià la seva carrera literararia el 1935 escrivint històries en la revista 7 Gün (7 Dies) i en diaris com Posta, Cumhuriyet, Tan, i Milliyet.
Peride Celal fou guardonada amb el Premi de Literatura Sedat Simavi (1977), per la seva novel·la Üç Yirmi Dört Saat (Les Tres i Vint-i-quatre Hores), i el Premi a la millor novel·la Orhan Kemal per la seva obra Kurtlar (Els Llops) el 1991.

## Obres

### Novel·les
- Sönen Alev (1938)
- Yaz Yağmuru (1940)
- Ana Kız (1941)
- Kızıl Vazo (1941)
- Ben Vurmadım (1941)
- Atmaca (1944)
- Aşkın Doğuşu (1944)
- Kırkıncı Tepe (1945)
- Dar Yol (1949)
- Üç Kadının Romanı (1954)
- Kırkıncı Oda (1958)
- Gecenin Ucundaki Işık (1963)
- Güz Şarkısı (1966)
- Evli Bir Kadının Günlüğünden (1971)
- Üç Yirmidört Saat (1977)
- Kurtlar (1990)
- Deli Aşk (2002)

### Històries
- Jaguar (1978)
- Bir Hanım Efendinin Ölümü (1981)
- Pay Kavgası (1985).